# Ла-17М
Ла-17 — перший радянський безпілотний літак-мішень розробки КБ Лавочкіна . Вироблявся СРСР у кількох модифікаціях з 1954 по 1992 роки. Поставлявся на експорт до Китаю та Сирії.

## Історія створення
У повоєнні роки у СРСР відбувався бурхливий розвиток засобів ППО, насамперед ракет «земля-повітря».
З появою даних ракет виникла нагальна необхідність у створенні технічних засобів як для відпрацювання дослідних виробів, так і для тренування бойових розрахунків в умовах максимально близьких до реальних.
Якщо для гарматних винищувачів і наземної ствольної артилерії тоді вже існували різні спеціалізовані літаки — буксирувальники мішеней, що возили за собою на тросі конус для стрільби, або плануючі імітатори, то для ракет спеціальних цілей не було. Проблему вирішували переобладнанням стройових літаків типу МіГ-15, МіГ-17, Іл-28, Ту-4 установкою обладнання для радіокомандного керування із землі. Застосування такої мішені було складним і дорогим.
Головком ВПС маршал К. А. Вершинін в 1950 звернувся до С. А. Лавочкіна з пропозицією розробити спеціальну літаючу мішень для випробувань і стрільб УР класу «повітря-повітря» типу К-5 і ракет ЗРК. Мета повинна бути простою у використанні та дешевою у виробництві, при цьому мати льотні характеристики літаків тих років. Ці вимоги визначили передусім вибір силової установки майбутнього літака-мішені. КБ вже мало досвід експлуатації прямоточних повітряно-реактивних двигунів (ПВРД). У 1946—1947 роках були створені та проходили льотні випробування винищувачі Ла-126ПВРД та Ла-138ПВРД. ПВРД простий і дешевий, тому що не має ніяких рухомих частин: потік повітря, що набігає, стискується в повітрозабірнику складної форми, в нього впорскується паливо і підпалюється, гази закінчуються через реактивне сопло, створюючи тягу (див. Прямоточний повітряно-реактивний двигун).
Головним провідним конструктором у проєкті, що отримав індекс «201», був призначений І. А. Меркулов. Силова установка — провідний конструктор в ОКБ-670 М. І. Міхневич, провідний конструктор з двигуна від ОКБ-301 А. Г. Чесноков.
Літні випробування «виробу 201» розпочалися 13 травня 1953 року на полігоні 6-го ДержНДІ ВПС під Ахтубінськом . Як носій мішеней був обраний бомбардувальник Ту-4. У 1953—1954 pp. було проведено комплекс льотних випробувань літака-мішені з відпрацюванням у натурних умовах планера, бортових систем та двигуна. З 1954 року розпочався його випуск під позначенням Ла-17. Постачання серійних виробів почалися в 1956 році.

## Конструкція
Конструкція мішені є максимально спрощеною з метою здешевлення виробництва. Ла-17 створений за нормальною аеродинамічною схемою і є суцільнометалевим середньопланом з прямокутними в плані крилом і оперенням . Хвостове оперення та крило набрано з профілів СР-11-12. Крило легкознімне.
Фюзеляж складається із п'яти частин; в носовій частині встановлені блоки радіо- та електрообладнання та генератор постійного струму, ротор якого розкручується в польоті потоком повітря, що набігає, від дволопатевої вітрянки. Автопілот спочатку АП-53, на держвипробуваннях АП-60.
Середня частина фюзеляжу є сталевим циліндром — паливний бак на 700 літрів палива. Як паливо застосовувався авіаційний низькооктановий бензин Б-70. Бензин витіснявся з бака стисненим повітрям з балонів, а також повітря використовувалося для приводу кермових машинок автопілота. Згодом на мішені змонтували напливи на закінцівках крила, в яких також заряджалося стиснене повітря.
Двигун розміщувався у мотогондолі під центральним відсіком знизу фюзеляжу.
Спочатку розроблявся двоконтурний дозвуковий ПВРД РД-800 з діаметром камери згоряння 800 мм. Однак через недостатню тягу (на висоті 8000 м 310-45 кг) та економічність двигуна доведення цього типу двигуна довелося зупинити. З 1951 по 1952 розроблявся більший РД-900 діаметром 900 мм, довжиною 4086 мм. Суха вага РД-900 — 320 кг. Він призначався для роботи на висотах від 2 до 8 км, швидкості польоту, що відповідають числам М — 0,42-0,73, і в діапазоні тяг 1100-53 кг. Ресурс двигуна встановлений у 40 хвилин, максимальний час його роботи в польоті — 720—1245 секунд.
У процесі відпрацювання виробу була спроба для порятунку мішені використовувати парашутну систему, проте домогтися нормальної роботи не вдалося і від неї відмовилися, ввівши в автопілот алгоритм посадки «на черево», при цьому гондола з двигуном ушкоджувалася і підлягала заміні після кожної посадки. Доопрацьований автопілот отримав індекс АП-61.

## Виробництво та застосування
Серійне виробництво «виробу 201» розгорнулося на заводах в Оренбурзі (завод № 47) та у Горькому (завод № 21)). Для пусків Ла-17 у Казані модифікували шість чотиримоторних бомбардувальників Ту-4 К.
Носій міг взяти дві мішені. Він їх піднімав на висоту 3-9 км і розганяв до швидкості запуску ПВРД. Після запуску двигуна мішені відбувалося її відчіплення і мішень переводилася в пологе пікірування зі збільшенням швидкості до 800—850 км/г. Подальше управління польотом здійснювалося автопілотом по радіокомандам із землі. Ла-17 міг набирати висоту до 10 км. На висотах 7…8 км він розвивав швидкість 900 км / год, а на висотах 2…6.5 км — 650…840 км / год. Максимальна тривалість польоту обмежувалася запасом стисненого повітря борту. Якщо посадка мішені не передбачалася, вона переводилася в круте пікірування з обертанням навколо осі та руйнувалася в повітрі від перевантажень. Якщо посадка планувалася, то у заданому районі мішень вимикала двигун на висоті 300 метрів і планувала до торкання із землею.
Після того, як безпілотник Ла-17М вступив до військ, він виготовлявся на заводах Горького та Оренбурга. Усього за два роки випустили 249 машин.
Єдиним недоліком була потреба в носії, до того ж обслуговування безпілотника та літака-носія вимагали додаткових витрат. Встановлення турбореактивного двигуна вирішило проблему. В 1958 на базі Ла-17М був розроблений безпілотний розвідник багаторазового застосування з автономним управлінням — Ла-17БР, старт якого проводився з землі.

## Ла-17М
Літак-мішень наземного старту.
Оскільки експлуатація важких бомбардувальників Ту-4 добігала кінця, то 1959 року було створено нову мету наземного старту. Пусковою установкою використовувався чотириколісний лафет від 100-міліметрової зенітної гармати КС-19. На літак-мішень встановили малоресурсний турбореактивний двигун РД-9БК (вироблений ресурс і відремонтований двигун РД-9 Б від МіГ-19, ресурс відновленого двигуна становив 10 мотогодин). Для старту використовувалися два твердопаливні прискорювачі ПРД-98 сумарною тягою 10 600 кг. Прискорювачі скидалися на 6 секунд після старту мішені. Мета надійшла у виробництво 1960 року. Наступною модифікацією став Ла-17МА, який отримав двигун РД-9БКР та новий програмно-часовий автопілот .

## Ла-17Р
Перший у СРСР безпілотний літак-розвідник на базі Ла-17М. Також позначався як «виріб 204» та ТБР-1. Вироблявся з 1963 року на заводі № 35 у Смоленську. Було виготовлено 20 таких машин.

## Ла-17ММ (Ла-17К)
Мішень, обладнана системою посадки та лінзою Люнеберга для імітації ЕПР різних типів цілей. Через те, що запаси двигунів типу РД-9 закінчилися, стали встановлювати двигуни Р-11К-300 (короткоресурсний варіант Р-11Ф2С-300 від МіГ-21), також було зроблено безліч змін планера і систем. Модифікація розроблена в Казанському Дослідно-конструкторському бюро спортивної авіації «Сокіл», серійне виробництво цієї моделі БПЛА було розгорнуте в Оренбурзі з 1978 по 1992 роки.

## «ChangKong-1» або СК-1
Китайська версія Ла-17, створена методом зворотного проєктування. Раніше мішені поставлялися до КНР із СРСР. Після припинення співробітництва для потреб НВАК було розпочато розробку власного безпілотника під керівництвом генерала Чжао Сюй на випробувальній та навчальній базі зброї PLAAF. Основною відмінністю від Ла-17 є застосування турбореактивного двигуна Wopen-6 (копія радянського ТРД РД-9).
Розроблені модифікації:
- СК-1 — базова модель
- CK-1A — безпілотник для відбору проб при ядерних випробуваннях.
- CK-1B — низьковисота мішень
- СК-1С — мета з підвищеними можливостями маневрування
- СК-1Е — покращений варіант попередньої моделі
- СК-1М — експериментальний БПЛА з двома двигунами[4].

## Експлуатація
Для застосування як мішеней, так і розвідників у СРСР було сформовано декілька окремих авіаційних ескадрилій підготовки та пуску літаків-мішеней та окремих авіаційних ескадрилій безпілотних літаків-розвідників. Усі ці частини були у безпосередньому підпорядкуванні штабу армії чи штабу флоту. За спогадами людей, які експлуатували Ла-17, система управління цих БПЛА не відрізнялася надійністю.

## Льотно-технічні характеристики (для Ла-17)
- Розмах крила, м: 7,50
- Довжина, м: 8,175
- Висота, м: 2,98
- Маса стартова, кг: 1459
- Тип двигуна: прямоточний повітряно-реактивний, тип РД-900
- Максимальна швидкість польоту, км/год: 905
- Дальність польоту, км: 120
- Тривалість польоту, хв: 8,5[1].

Це були останні мішені та розвідники сімейства Ла-17, з абревіатурою, що містила ім'я талановитого конструктора, інженера та одного з організаторів авіаційної промисловості — Лавочкіна Семена Олексійовича.